# سید ابوالفضل میرمحمدی
سید ابوالفضل میرمحمدی زرندی معروف به میرمحمدی (زاده ۱ مهر ۱۳۰۲ – درگذشته ۳ آذر ۱۳۹۸) فقیه شیعه بود. او تا زمان مرگ، نماینده استان تهران در مجلس خبرگان رهبری بود. وی داماد سید احمد زنجانی و همسر خواهر سید موسی شبیری زنجانی از مراجع تقلید شیعه بود. سید محمد میرمحمدی عضو مجمع تشخیص مصلحت نظام فرزند وی بود. 
سید ابوالفضل میر محمدی زرندی در سال ۱۳۰۲ در شهر زاویه متولد شد، در سال ۱۳۲۶ که او خانواده‌اش جهت زیارت عتبات عالیات به عراق رفتند، در آن‌جا نزد «سید یحیی زرندی»ملقب به میردوان که دایی او بود تحصیل کرد و پس از مدتی به قم رفت.
با پیروزی انقلاب اسلامی در ۲۲ بهمن ۱۳۵۷ در ارگان‌ها و نهادهای مختلف نظام اسلامی استخدام شد. ابتدا به عنوان حاکم شرع دادگاه انقلاب اسلامی شهرستان قم انتخاب و در سال ۱۳۵۸ و در پی صدور فرمان عفو سید روح‌الله خمینی، مسئول نظارت بر این فرمان در بعضی از استان‌ها شد. سپس به ریاست دادگاه تجدید نظر قم منصوب شد و پس از آن مسئولیت گزینش و نیز اعزام قضات شرع به شهرستان‌ها را عهده‌دار شد. وی از جمله فقهایی بود که در تهیه لوایح دیات و قصاص مورد مشاوره قرار می‌گرفت و در تدوین لوایح فوق نقش زیادی داشت. در سال ۱۳۶۰ به سمت ریاست شعبهٔ ۲ دیوان عالی منصوب شد. در انتخابات میان‌دوره‌ای شورای عالی قضایی در مرداد ۱۳۶۱، نامزد عضویت در آن شورا شد و توانست با کسب ۹۱۰ رأی قضات سراسر کشور، به عضویت شورای عالی قضایی برگزیده شود. در ۱۳۶۸ ش به ریاست دانشکده الهیات و معارف اسلامی دانشگاه تهران منصوب شد و هم‌زمان به تدریس علوم قرآنی و فقه اسلامی در دورهٔ دکتری دانشکدهٔ فوق پرداخت. در سومین دورهٔ انتخابات مجلس خبرگان رهبری نامزد نمایندگی مجلس فوق از استان مرکزی شد و به نمایندگی مجلس خبرگان رهبری راه یافت.
میرمحمدی در انتخابات پنجمین دوره انتخابات مجلس خبرگان، در لیست خبرگان مردم اصلاح طلبان قرار داشت و با کسب یک میلیون و ۹۶۲ هزار و ۹۴۴ رای به عنوان نماینده مردم تهران در مجلس خبرگان انتخاب شد.

## تالیفات و آثار
- بحوث فى تاریخ القرآن و علومه؛
- تاریخ و علوم قرآن؛
- ثلاث الدراسات فى الفقه و المشتبه؛
- هل یجوز التعزیر بالحبس او بالمال؛
- زندان و زندانى در اسلام؛
- تفسیر قرآن؛
- مقالات

## مرگ
در تاریخ ۱۳۹۸/۹/۳ در قم در سن ۹۶ سالگی درگذشت، و در مسجد بالاسری حرم فاطمه معصومه به خاک سپرده شد.